# Sussuapara
Sussuapara là một đô thị thuộc bang Piauí, Brasil. Đô thị này có diện tích 220,074 km², dân số năm 2007 là 5470 người, mật độ 24,86 người/km².